# Sandra Keith
Sandra Keith (ur. 11 grudnia 1980 w Ottawie) – kanadyjska biathlonistka, reprezentantka kraju na Mistrzostwach Świata w Biathlonie, na Zimowych Igrzyskach Olimpijskich oraz w zawodach Pucharu Świata. Siedmiokrotna uczestniczka Mistrzostw Świata.
Narciarstwo zaczęła trenować w 1992, kiedy jej rodzina przeprowadziła się do Calgary. Wtedy też wstąpiła do swojego pierwszego klubu biathlonowego. W 1997 znalazła się w kadrze narodowej. Swój pierwszy start w zawodach PŚ zanotowała w 2001, jednak punkty zdobyła dopiero cztery lata później, zajmując 26 pozycję w sprincie. Później tylko raz punktowała, zajmując 11. miejsce w sprincie w Pokljuce.
Jej mężem jest norweski biathlonista Halvard Hanevold